# Naxalita

Mapa amb l'àrea amb presència dels naxalitas

Naxalita és el nom donat a l'Índia als membres de grups comunistes que practiquen la lluita armada. El seu nom ve de Naxalbari, a Bengala Occidental, on va esclatar una revolta comunista.

## Història del moviment naxalita
El 1965 revolucionaris impacients de Bengala, de l'anomenat Grup Siliguri (Siliguri Group, perquè la seva base principal era la ciutat de Siliguri) del Partit Comunista de l'Índia-Marxista o PCI-M (que poc abans s'havia separat del Partit Comunista de l'Índia, van organitzar accions al districte de Darjeeling, fent una crida a la revolta; diversos latifundis foren ocupats.
El PCI-M va arribar llavors al poder a Bengala i va demanar calma i la fi de les accions, però els revolucionaris no en van fer cas; el govern va enviar a la policia i hi va haver alguns morts, el que va provocar una revolta més general que va afectar especialment a les comarques de Naxalbari, Kharibari i Phansidewa. La rebel·lió fou aplanada i alguns caps van morir, altres van ser detinguts i altres van haver de fugir.
Els partidaris de l'acció armada es van agrupar (12-13 de novembre de 1967) en l'All India Coordination Committee of Revolutionaries of the CPI-M, que el maig del 1968 va esdevenir l'All India Coordination Committee of Communist Revolutionaries (AICCCR) sota la direcció de Sushital Ray Chowdhary. Poc després en una reunió del 19 al 22 d'abril de 1969, va esdevenir el Partit Comunista de l'Índia-Marxista-Leninista (en anglès Communist Party of India-Marxist-Leninist, abreujat PCI-ML).
D'aquest partit van quedar fora dues faccions: el Dakshin Desh Group, i el APCCCR (Andhra Pradesh Coordination Committee of Communist Revolutionaries).
El primer va formar el Maoist Communist Centre (MCC) que més tard es va unir al PCI-ML, que llavors va agafar el nom de Partit Comunista de l'Índia-Marxista-Leninista-Partit de la Unitat (en anglès Communist Party of India-Marxist-Leninist-Party Unity, abreujat PCI-ML-PU) i va iniciar la lluita armada a Bihar.
El APCCCR (Andhra Pradesh Coordination Committee of Communist Revolutionaries) es va dividir en dos grups: la facció T. Nagi Reddy - D. V. Rao facció anomenada UCCCRI –ML (United Coordination Committee of Communist Revolutionaries –Marxist Leninist) i la facció C. P. Reddy, que més tard (1975) es va unir a la facció Satyanarayan Singh del CPI-ML. Aquesta unió fou efímera i el grup es va tornar a dividir en diverses faccions.
La lluita armada es va iniciar el 1968 a una zona boscosa tribal a la comarca de Srikakulam, al Bihar, on el moviment tenia certa base per causa de la presència de dos mestres i un alliberat de l'organització, i a que s'havien produït enfrontaments amb els terratinents que havien causat algun mort. Per dominar l'aixecament van caler fins a dotze mil soldats (1969). El 1970 els revolucionaris van reprendre la lluita a la regió de Birbhum, però aquesta vegada el govern va poder controlar la revolta més fàcilment. Altres fronts es van obrir a Debra, Gopiballavpur, Mushahari, i altres, però limitats a accions puntuals. Ja s'anomenava al rebels com a naxalites.
El 1971 el ministre en cap de Bengala, Siddartha Shankar Ray (del National Congress Party), davant les freqüents accions armades del PCI-ML o naxalites, va ordenar la seva repressió; milers de simpatitzants naxalites foren detinguts o van morir en enfrontaments. El moviment organitzat es va aturar i només van restar algun petits focus de resistència.
A Telangana (Andhra Pradesh) va seguir operant l'Andhra Pradesh State Committee del CPI-ML, que va esdevenir més tard (1980) el Partit Comunista de l'Índia-Guerra Popular (CPI-ML-People's War); a Bengala Occidental el Partit Comunista de l'Índia-Marxista-Leninista-Segon Comitè Central, amb base a Nadia, i el MCC als Sunderbans; a Bihar, tres grups: la facció Jawahar del PCI-ML a Bhojpur (més tard anomenada Partit Comunista de lÍndia-Marxista-Leninista-Grup Alliberament, o Communist Party of India-Marxist-Leninist-Liberation Group), a Jehanabad una facció que es va unir al grup COC (Central Organising Committee, format per unitats del CPI-ML de Panjab, Bengala Occidental, Andhra Pradesh i Bihar) va formar el 1978 el Partit Comunista de l'Índia-Marxista-Leninista-Partit de la Unitat o CPI-ML-Party Unity; i al sud de l'estat el Maoist Communist Center a Hazaribagh i Giridh, unit a l'anterior, però que va mantenir la seva independència organitzativa.
El moviment naxalita es va dividir en tres línies ideològiques: la primera continuista i proxinesa, que va patir reiterats fracassos i va acabar desapareixent als anys vuitanta; la segona partidària del joc polític, que es va dividir en múltiples faccions que van acabar sense cap representativitat o integrades en altres partits comunistes; i la tercera que proposava mantenir la lluita armada però revisant els errors comesos. Aquesta tendència estava representada principalment pel MCC i el CPI-ML-Party Unity, i per l'Andhra Pradesh State Committee del CPI-ML després CPI-ML- People's War.
Les faccions de l'anomenat Segon Comitè Central i del grup conegut com a Liberation van quasi desaparèixer. Les activitats militars van quedar de fet paralitzades. La reorganització es va iniciar el 1977 quan alguns quadres i militants van sortir de presó però de fet no va donar fruits fins als anys vuitanta.
El 22 d'abril de 1980 l'Andhra Pradesh State Committee del CPI-ML va esdevenir el CPI-ML-Peoples War; se li havien unit alguns grups dispersos com la Unity Organization (UO) i el grup del PCI-ML de Tamil Nadu. No gaire després es van establir les primeres bases de la guerrilla a Telangana; l'activitat militar es va aturar el 1985 per esdevenir accions selectives; el 1987 es va obrir un nou camp militar, i un altre el 1989. El 1990 una certa obertura del govern cap a les aspiracions dels camperols, va fer disminuir l'activitat armada però al cap de pocs mesos es va reprendre la repressió i la lluita va tornar a esclatar amb força.
En 1992 la repressió es va accentuar i el CPI-ML-Peoples War, que era un partit legal, fou prohibit junt amb diverses organitzacions de camperols i de masses. L'assetjament social fou fort però a partir del 1994 la guerrilla va poder consolidar les seves posicions i va establir canvis socials rellevants a les zones alliberades de Dandakaranya i North Telangana; la seva activitat posterior fou dirigida a estendre la seva influència a la zona oriental i meridional de Telangana, i al districte boscos de Nallamala. La guerra és de baixa intensitat; els guerrillers s'amaguen a les inaccessibles zones boscoses i llança atacs contra estacions aïllades de policia, capturant armament, mentre als llogarets promou canvis socials especialment abolint el sistema de castes, repartiment de la terra i alliberament de la dona.

Bandera naxalita

El 1998 el PCI-ML-Party Unity i el CPI-ML-People's War es van unir (en endavant el grup fou conegut com a Peoples War Group o PWG) però el MCC en va quedar fora. El gener del 2003 el MCC i el Revolutionary Communist Centre of India (Maoist) de Panjab, dirigit per Shamsher Singh Sheri, es van unir formant el Maoist Communist Centre of India, al que es va incorporar el 19 de maig del 2003 el PCI-ML-Segon Comite Central. El 21 de setembre del 2004 el MCCI i el PWG es van unir i es va formar el Partit Comunista de l'Índia-Maoista (Communist Party of India-Maoist, o CPI-Maoist).
La bandera utilitzada per la guerrilla generalment és simplement vermella, però la bandera oficial fou la del Partit Comunista de l'Índia-Marxista Leninista i grups successors, i des del 2004 del Partit Comunista de l'Índia-Maoista. Totes aquestes banderes són vermelles amb la falç i martell blancs al centre.